# El misteriós cavall mongol
El misteriós cavall mongol (xinès simplificat: 奇异的蒙古马, pinyin: Qíyì de ménggǔ mǎ) és un curtmetratge xinés d'animació produït per Shanghai Animation Film Studio, dirigit per Chang Guangxi i estrenat el 1989. És la primera de dos parts.
Va ser doblada en valencià i estrenada per Canal Nou el 7 de maig de 1994.

## Sinopsi
Narra la història de Bayut, un jove de Mongòlia Interior que descobreix els cavalls de la seua regió autònoma, així com uns investigadors britànics interessats en els cavalls.